# Skwary (województwo mazowieckie)
Skwary – wieś sołecka w Polsce położona w województwie mazowieckim, w powiecie płońskim, w gminie Naruszewo.
W latach 1975–1998 miejscowość administracyjnie należała do województwa ciechanowskiego.